# Miejscowości Wyspy Bożego Narodzenia
Według danych oficjalnych pochodzących z 2011 roku Wyspa Bożego Narodzenia (terytorium zależne Australii) posiadała 4 miejscowości o ludności przekraczającej 100 mieszkańców. Stolica Flying Fish Cove (The Settlement) jest największą miejscowością, zamieszkuje w niej blisko 2/3 mieszkańców wyspy.

## Największe miejscowości na Wyspie Bożego Narodzenia
Największe miejscowości na Wyspie Bożego Narodzenia według liczebności mieszkańców (stan na 09.08.2011):
| L.p. | Miejscowość                       | Wyspa             | Liczba ludności |
| ---- | --------------------------------- | ----------------- | --------------- |
| 1.   | Flying Fish Cove (The Settlement) | Bożego Narodzenia | 1 347           |
| 2.   | Poon Saan                         | Bożego Narodzenia | ?               |

## Alfabetyczna lista miejscowości na Wyspie Bożego Narodzenia
Spis miejscowości Wyspy Bożego Narodzenia powyżej 100 mieszkańców według danych szacunkowych z 2011 roku:
- Drumsite
- Flying Fish Cove (The Settlement)
- Poon Saan
- Silver City